# Берлин-Александерплац
|  |  |

|  |  |

|  |  |

|  |  |

|  |  |

|  |  |

|  |  |

|  |  |

|  |  |

|  |  |

|  |  |

|  |  |

|  |  |

|  |  |

|  |  |

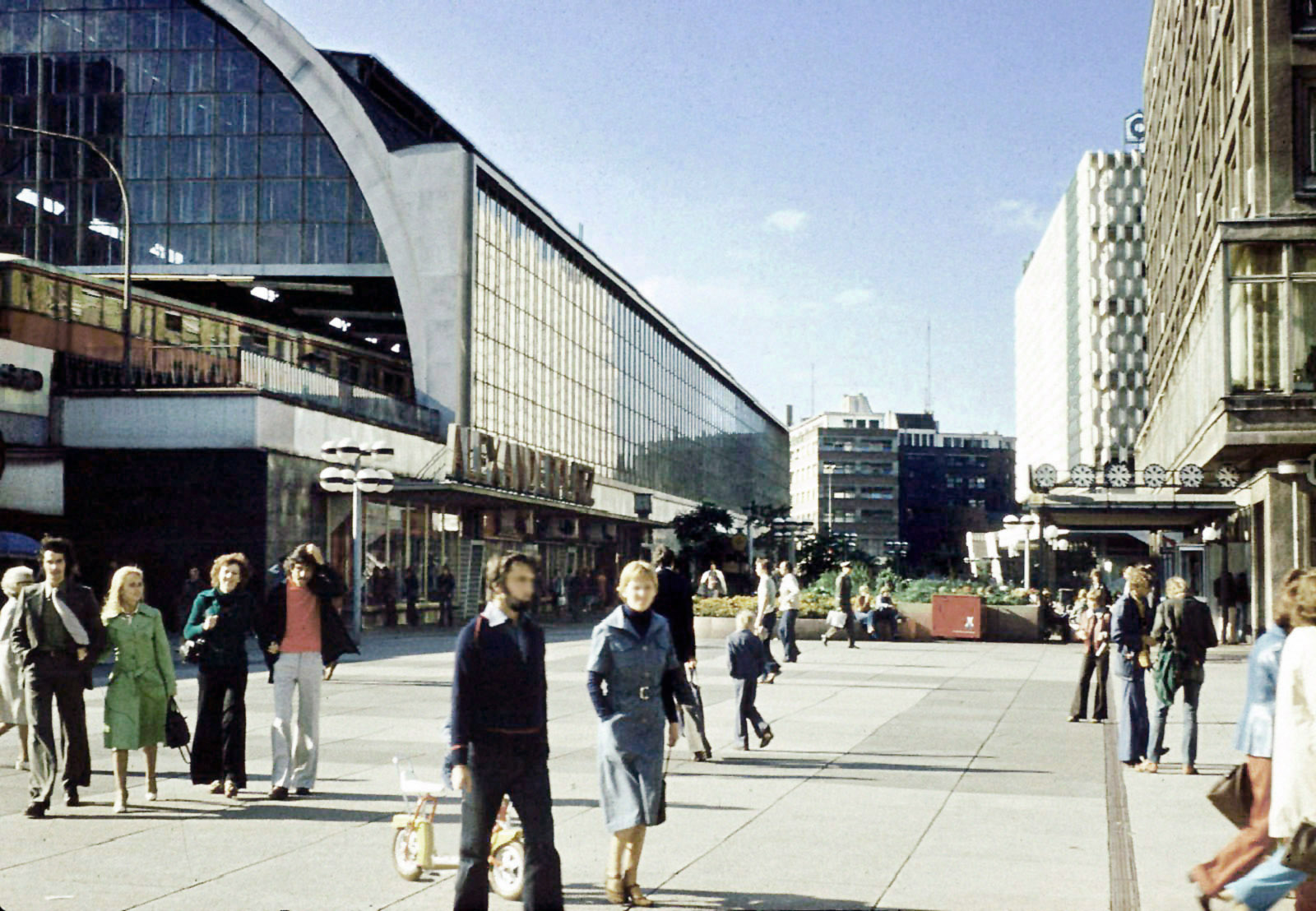
Вокзал Александерплац в 1980-е годы

Станция Берлин-Александерплац (нем. Bahnhof Alexanderplatz) — железнодорожный вокзал в центре Берлина у площади Александерплац. Крупный транспортный узел города, где пересекаются несколько линий Берлинской городской электрички и метро. По показателю ежедневного регионального пассажирооборота вокзал Александерплац занимал в 2006 году(до ввода в эксплуатацию вокзала Берлин-Центральный) третье место после вокзалов Фридрихштрассе и «Зоологический Сад».
Проект железнодорожного вокзала для строившейся Берлинской городской электрички подготовил архитектор Иоганн Якобсталь (нем. Johann Eduard Jacobsthal). Вокзал на площади Александерплац был построен в 1881—1882 годах. Первый пригородный поезд отправился от Александерплац 7 февраля 1882 года, а первый поезд дальнего сообщения — спустя ещё три месяца, 15 мая.
Платформа современной линии метрополитена U2 была построена в 1910—1913 годах по проекту шведского архитектора Альфреда Гренандера и была открыта 1 июля 1913 года.